# Martin Hanzal
Martin Hanzal, född 20 februari 1987 i České Budějovice, Tjeckoslovakien, är en tjeckisk professionell ishockeyforward som spelar i Minnesota Wild i National Hockey League (NHL). Han har tidigare spelat på NHL-nivå för Phoenix/Arizona Coyotes och på lägre nivåer för HC České Budějovice i Extraliga, Red Deer Rebels i Western Hockey League (WHL) och Omaha Lancers i United States Hockey League (WHL).
Hanzal draftades i första rundan i 2005 års draft av Phoenix Coyotes som 17:e spelare totalt.

## Statistik
| 2004–2005        | HC Ceske Budejovice | 1.ČHL            | 15  | 1   | 2   | 3   | 2   | 4  | 0 | 0 | 0  | 2  |
| 2005–2006        | HC Ceske Budejovice | Extraliga        | 19  | 0   | 1   | 1   | 10  | —  | — | — | —  | —  |
|                  | BK Mladá Boleslav   | 1.ČHL            | 5   | 2   | 0   | 2   | 0   | —  | — | — | —  | —  |
|                  | Omaha Lancers       | USHL             | 19  | 4   | 15  | 19  | 30  | 5  | 1 | 0 | 1  | 4  |
| 2006–2007        | Red Deer Rebels     | WHL              | 60  | 26  | 59  | 85  | 94  | 6  | 2 | 7 | 9  | 19 |
| 2007–2008        | Phoenix Coyotes     | NHL              | 72  | 8   | 27  | 35  | 28  | —  | — | — | —  | —  |
| 2008–2009        | Phoenix Coyotes     | NHL              | 74  | 11  | 20  | 31  | 40  | 3  | 1 | 4 | 5  | 2  |
| 2009–2010        | Phoenix Coyotes     | NHL              | 81  | 11  | 22  | 33  | 104 | 7  | 0 | 3 | 3  | 10 |
| 2010–2011        | Phoenix Coyotes     | NHL              | 61  | 16  | 10  | 26  | 54  | 4  | 1 | 2 | 3  | 8  |
| 2011–2012        | Phoenix Coyotes     | NHL              | 64  | 8   | 26  | 34  | 63  | 12 | 3 | 3 | 6  | 29 |
| 2012–2013        | Phoenix Coyotes     | NHL              | 39  | 11  | 12  | 23  | 24  | —  | — | — | —  | —  |
|                  | HC Ceske Budejovice | Extraliga        | 18  | 8   | 11  | 19  | 73  | —  | — | — | —  | —  |
| 2013–2014        | Phoenix Coyotes     | NHL              | 65  | 15  | 25  | 40  | 73  | —  | — | — | —  | —  |
| 2014–2015        | Arizona Coyotes     | NHL              | 37  | 8   | 16  | 24  | 31  | —  | — | — | —  | —  |
| 2015–2016        | Arizona Coyotes     | NHL              | 64  | 12  | 28  | 40  | 77  | —  | — | — | —  | —  |
| 2016–2017        | Arizona Coyotes     | NHL              | 51  | 16  | 10  | 26  | 43  | —  | — | — | —  | —  |
| NHL totalt       | NHL totalt          | NHL totalt       | 608 | 116 | 196 | 312 | 537 | 23 | 4 | 8 | 12 | 47 |
| Extraliga totalt | Extraliga totalt    | Extraliga totalt | 37  | 8   | 12  | 20  | 83  | —  | — | — | —  | —  |

### Internationellt
| År            | Lag           | Turnering     | Matcher | Mål | Assist | Poäng | Utv |
| ------------- | ------------- | ------------- | ------- | --- | ------ | ----- | --- |
| 2006          | Tjeckien      | JVM           | 6       | 0   | 2      | 2     | 4   |
| 2007          | Tjeckien      | JVM           | 6       | 2   | 1      | 3     | 6   |
| 2008          | Tjeckien      | VM            | 6       | 0   | 3      | 3     | 8   |
| 2013          | Tjeckien      | VM            | 8       | 1   | 3      | 4     | 2   |
| 2014          | Tjeckien      | OS            | 4       | 0   | 1      | 1     | 4   |
| 2016          | Tjeckien      | World Cup     | 3       | 1   | 1      | 2     | 2   |
| Junior totalt | Junior totalt | Junior totalt | 12      | 2   | 3      | 5     | 10  |
| Senior totalt | Senior totalt | Senior totalt | 21      | 2   | 8      | 10    | 16  |